# Frauke Hunfeld
Frauke Hunfeld (* 1968 in München) ist eine deutsche Drehbuchautorin und Journalistin.

## Leben
Frauke Hunfeld studierte Politik, Islamwissenschaften, Geschichte und Publizistik in Münster und Istanbul. Ab 1991 wurde sie an der Henri-Nannen-Schule in Hamburg zur Journalistin ausgebildet. Ab 1993 war sie Korrespondentin für den Stern in Leipzig, ab 1995 Stern-Reporterin in Berlin. Nach einer Ausbildung an der Internationalen Filmschule Köln ist sie seit 2002 auch als Drehbuchautorin tätig. Seit August 2021 arbeitet sie als Reporterin für den Spiegel. Für das Fernsehdrama Ein riskantes Spiel wurde sie 2008 für den Deutschen Fernsehpreis nominiert. Der Zweiteiler Tod im Internat wurde beim Deutschen Fernsehpreis 2018 als bester Mehrteiler nominiert. Im Dezember 2024 gewann sie mit einer Reportage über erschreckende Zustände in der Flüchtlingsunterkunft Berlin-Tegel den Deutscher Reporter:innenpreis.

## Filmografie
- 2002: Der Tod ist kein Beweis
- 2005: Tatort: Todesbrücke
- 2007: Ich wollte nicht töten
- 2007: Tatort: Dornröschens Rache
- 2008: Ein riskantes Spiel
- 2011: Tatort: Tödliche Häppchen
- 2017: Tod im Internat
- 2018: Vermisst in Berlin
- 2021: Gefährliche Wahrheit
- 2022: mit Silke Zertz: Lauchhammer – Tod in der Lausitz (Fernsehserie, 6 Episoden)
- 2023: Das bleibt unter uns

## Bücher
- 1990: Magische Zeiten – Jugendliche und Okkultismus, Beltz (mit Thomas Dreger)
- 1998: Und plötzlich bist du arm – Geschichten aus dem neuen Deutschland, rororo